# Мовний бар'єр
Мовний бар'єр — фраза, що використовується для позначення лінгвістичної перепони в комунікації, тобто складнощів у спілкуванні людей, що відносяться до різних мовних груп, або навіть діалектів.

## Мовний бар'єр та комунікація
Як правило, комунікація неможлива, доки одна або обидві з сторін не вивчать нову для себе мову, а це вимагає багато часу та зусиль. Люди, що часто подорожують закордоном, часто стикаються з проблемою мовного бар'єру.
Ті, хто прибувають до іншої країни у дорослому віці, коли вивчення мови стає складнішим процесом, можуть зіткнутися зі складністю подолання мовного бар'єру. Схожі труднощі виникають на багатонаціональних зустрічах, де не можуть дозволити послуги перекладача.
У 1995 році, за словами 24 000 першокурсників Університету штату Каліфорнія, англійська не була їхньою рідною мовою; та тільки 1000 з них володіють англійською на рівні коледжу (Kahmi-Stein&Stein,1999). Очевидно, що англійська — це ключовий фактор, що визначає продуктивне використання американської університетської бібліотеки. Мовний бар'єр ускладнює не тільки процес збирання інформації, а й навіть прохання допомоги. Оскільки використання бібліотеки вимагає комунікації з бібліотекарем задля отримання допомоги, недостатній рівень англійської мови може бути головною перешкодою для іноземних студентів. Лі (1991), колишня студентка, пояснює, що студенти мають схильність бути поступливими та вважати школу єдиним місцем у англомовному світі, де вони зможуть бути на рівні з іншими. Іноземні студенти — сприйнятливі та вмотивоввані. Для тих, хто відчуває проблеми з правильною структурою речення та вокабуляром, ця зміна слів та позицій може бути значно складнішою, ніж для носіїв англійської мови. Використання синонімів, необхідність пошуку ключових слів складно для магістрів, особливо для студентів з обмеженим запасом англійських слів (Ф. Якобсон, 1988). У 2012 році некомерційна організація «The Rosetta Foundation» оголосила 19 квітня міжнародним Днем без мовного бар'єру. Ідея створення такого дня полягає у тому, щоб розповсюдити думку про те, що не існує мови, яка б замінила перепону: не слід усувати мову, а навпаки, її слід прославляти. Такий підхід до перекладу означає, що бар'єр запобігає доступність та поширення інформації серед носіїв різних мов. Метою щорічного святкування цього дня є підвищити обізнаність серед людей та збільшити ефективність зусиль перекладачів усього світу.

## Мовний бар'єр та міграції
Мовний бар'єр має також свій вплив на міграційні процеси. Емігранти частіше вибирають країни, де розмовляють тією ж мовою. Таким чином, більшість британських егрантів вирушили до Австралії, Канади чи Нової Зеландії, більшість іспанських емігрантів — до Латинської Америки, а португальських — до Бразилії. Навіть якщо у призначеній країні не розмовляють тією ж мовою, люди емігрують до країн, де мова пов'язана з їхньою рідною. Найочевиднішими прикладами є велика міграція європейців до Північної та Південної Америки. Домінування германістичної англійської мови Сполучених Штатів приваблює, в першу чегу, іммігрантів з Північної Європи, де поширена ця мовна група. Найбільш поширені емігрантські меншини в США — німецького, ірландського та англійського походження, та переважна більшість — це емігранти зі скандинавських країн (в США, а також в англомовній Канаді). Південні європейці, наприклад італійці, віддають перевагу еміграції до Латинської Америки; сьогодні люди італійського походження складають другу за величиною етнічну групу у Аргентині, Уругваї та Бразилії, після іспанського та португальського (у Бразилії). У США італійці складають четверту за величиною етнічну групу серед європейських. За останні десять років румунські емігранти обрали Італію та Іспанію, а Німеччина, найбільша країна Захіної Європи, посіла третє місце.

### Штучні мови як рішення проблеми
Ще з 19 століття штучні мови були створені для подолання проблеми мовного бар'єру. Як правило, вони були придумані однією або групою людей. Суть цієї їдеі полягала в тому, що дві людини, які прагнули до комунікації, могли з невеликими складностями вивчити допоміжну мову, та спілкуватися з її допомогою.
У першій половині 20 століття з'явилося нове бачення штучних мов: вже не було необхідності створювати нову мову, адже найпоширеніші мови вже й та мали безліч схожих слів, за допомогою яких можна створити просту мову. Представники багатьох країн розуміли б її, адже ці слова вже знайомі для них з їхньої рідної мови.
Такий підхід звузив доступність штучних мов: необхідність переконувати інших вивчати їх перед самим спілкуванням. Така мова також могла допомогти швидше вивчити етнічно споріднені мови, а також краще розуміти свою рідну.
Прикладами традиційних штучних мов, іноді названих схематичними, є Есперанто, Ідо та Волапюк. Прикладами штучних мов нового підходу, іноді названих натуралістичними, є Інтерлінгва, Окциденталь та Латино-сіне-флексіоне. Найпоширенішими сьогодні є Есперанто та Інтерлінгва, хоча Ідо також використовується.

### Мовний бар'єр для іноземних студентів у США
Сьогодні все більше студентів віддають перевагу навчанню закордоном. Мовний бар'єр — найбільша з проблем, з якими стикаються іноземні студенти, особливо в Америці. Багато дослідників описують ступінь складності мовного бар'єру для іноземних студентів. Сельвадюрай згадує наслідки, спричинені цією проблемою у своєму дослідження 1998 року, а саме напружену атмосферу в класі, складні відносини між студентами. Він стверджує, що мова — це «перша перепона, з якою зіштовхуються іноземні студенти» (154). Та не тільки мовний бар'єр стає причиною студентського занепокоєння. Хен, … Університету Британської Колумбії, визначив три найбільші проблеми, з якими стикається студент закордоном: ще одна причину мовного занепокоєння та стрес-фактори, пов'язані з навчанням та соціально-культурним аспектом (51-56). На додачу, студент відчуває на собі такі явища, як соціальну ізоляцію, упереджені погляди з боку інших, а також дискримінацію. «Іноземні студенти визначають негативне відношення до себе та недостатню увагу до культурних особливостей з боку американців, як найбільшу перепону для успішних відносин в групі». Ці студенти обов'язково зіштовшнуться з упередженнями, ізоляцією та дискримінацією, адже вони не мають достатнього володіння другою мовою. Звісно, закордоном студенти мають великі проблеми, про які треба турбуватись, але їм не слід забувати і про менші, що включають як негативні: незручність, занепокоєння, неспокій, бентеження, настороженість, підозрілість, ворожість та відчуття власної переваги з боку інших, так і позитивні наслідки: захоплення, повага, щастя, комфорт, впевненість у собі, зацікавлення та натхнення. Ці емоції та проблеми по-різному, але все ж мають свій вплив на студентів. Вчені пропонують свої поради, що допоможуть студентам легше адаптуватись до нового соціуму. Щоб зменшити стрес, з яким зіштовхуються студенти закордоном, варто відноситись до проблем з позитивом. Студентам слід навчитися використовувати різні способи вирішення проблем, особливо під час орієнаційного періоду periods (Olivas and Li 219—220). Професор С. Г. Нельсон стверджує у свої книзі « Мова — це життя»: « Мова — це більше, ніж просто слова. Мова — це засіб вираження почуттів та індивідуальності людини. Коли люди різного віку знаходяться разом, усі вони мають навчитися правильно взаємодіяти одним з одними».

### Домінування мови після колонізації
Нігерія,  будучи колонією Британії, була змушена використовувати англійську мову. Переважна частина нігерійців розмовляють англійською, а не рідною мовою. Англійська мова дуже швидко поширюється  серед представників вищого класу. Важливу роль англійська грає в освіті, а також у друкованих засобах масової інформації. Хоч освітня система Нігерії передбачає нігерійську мову, все ж більшість нігерійців більш грамотні в англійській.
Схожа ситуація простежується і в інших постколоніальних державах, а також державах, що входять до Британської Співдружністі Націй. Таке явище можна спостерігати і в неколонізованих країнах зі слаборозвиненими еконоікою та освітою. Такою країно є Боствана. Іншим прикладом можна розглянути португальську мову в Анголі та французьку в Республіці Маврикій.

## Інші використання терміна
Літній інститут лінгвістики (SIL International) розглядає мову як «головону перешкоду до грамотності», якщо мова мовця неписана.

## Помилкові уявлення
Існує така думка, що скільки існує різних мов, стільки існує й мовних бар'єрів. Як правило, багатомовні товариства мають лінгва франку -  мову, яка є де-факто мовою міжетнічного спілкування. Члени цього товариства мають традицію вивчати більше, ніж одну мову, доки не зникнуть зовсім перепони в розумінні. Це спростовує представлення про непрохідні мовні бар'єри.
Наприклад, у Лондоні існують приблизно 300 різних мов, але представникам кожної етнічної групи вдалося успішно асимілюватись у британське суспільство.